# Borova lubna stenica
Borova lubna stenica (znanstveno ime Aradus cinnamomeus) je vrsta stenic iz družine glivark, znana kot škodljivec na borovcih.

## Opis
Odrasli zrastejo v dolžino 3,5 do 4,5 mm in imajo, tako kot ostali predstavniki družine, sploščeno telo z manj kot milimeter debeline. Prepoznavni so po monotoni rdečkasto-rjavi obarvanosti, medtem ko so nimfe prvih stadijev živo rdeče. Izstopajo po pojavnosti dveh form (dimorfizmu), ki se razlikujeta po razvitosti kril: skoraj vse samice so kratkokrile in ne morejo leteti, samci pa imajo normalno razvita krila.
Ima dvoletni življenjski krog: samice spomladi izležejo jajčeca, ki se izvalijo v začetku poletja in se do konca poletja trikrat levijo. Nato preidejo v stanje mirovanja in prezimijo pri bazi drevesa ali v listnem opadu na tleh. V odrasle živali se preobrazijo sredi naslednjega poletja in znova prezimijo, šele spomladi v tretjem koledarskem letu življenja pa se nato parijo in ležejo jajčeca. Na skrajnem severu območja razširjenosti traja življenjski krog še leto dlje.

## Ekologija
Za razliko od ostalih glivark se ne prehranjuje s hifami lesnih gliv, temveč sesa drevesne sokove. Osebki se zadržujejo v špranjah med lubjem debla in s svojim sesalom prebadajo mlada tkiva, ki obkrožajo kambij. S tem odžirajo hranila gostiteljski rastlini in ob večji številčnosti povzročajo zavrtje rasti, rumenenje in prezgodnje odpadanje iglic ter sušenje drevesa, pa tudi pokanje in odpadanje lubja v krošnji.
Vrsta je razširjena po Evropi, najraje v gozdovih z revno prstjo in malo podrasti. Prehranjuje se z različnimi vrstami dreves (je polifaga): preferira rdeči bor, a se pojavlja tudi na drugih vrstah borov, kot sta črni bor in rušje, ter macesnih. Predstavniki posamezne populacije imajo usklajen življenjski krog, sosednje populacije pa odrastejo v izmeničnih letih. Borova lubna stenica lahko povzroča občutno gospodarsko škodo v nasadih borovcev, predvsem v tleh, revnih z dušikom v Vzhodni Evropi, zato jo ponekod obravnavajo kot pomembnega škodljivca v gozdarstvu.
Klasične metode zatiranja škodljivca niso učinkovite, saj je vrsta zelo odporna na insekticide in dosedanji poskusi biološkega nadzora niso prinesli uspeha, naravni sovražniki pa niso dovolj učinkoviti za preprečevanje škode. Za obvladovanje namesto tega priporočajo preventivne ukrepe, predvsem gostejše nasade, po možnosti v kombinaciji z brezami. Ker borova lubna stenica najbolje uspeva v toplih in osončenih pogojih, gosti sestoji in listavci pa jih s senčenjem omejijo. Poleg tega povečana količina listnega opada olajša preživetje naravnih sovražnikov.